# Jamaica
För andra betydelser, se Jamaica (olika betydelser).

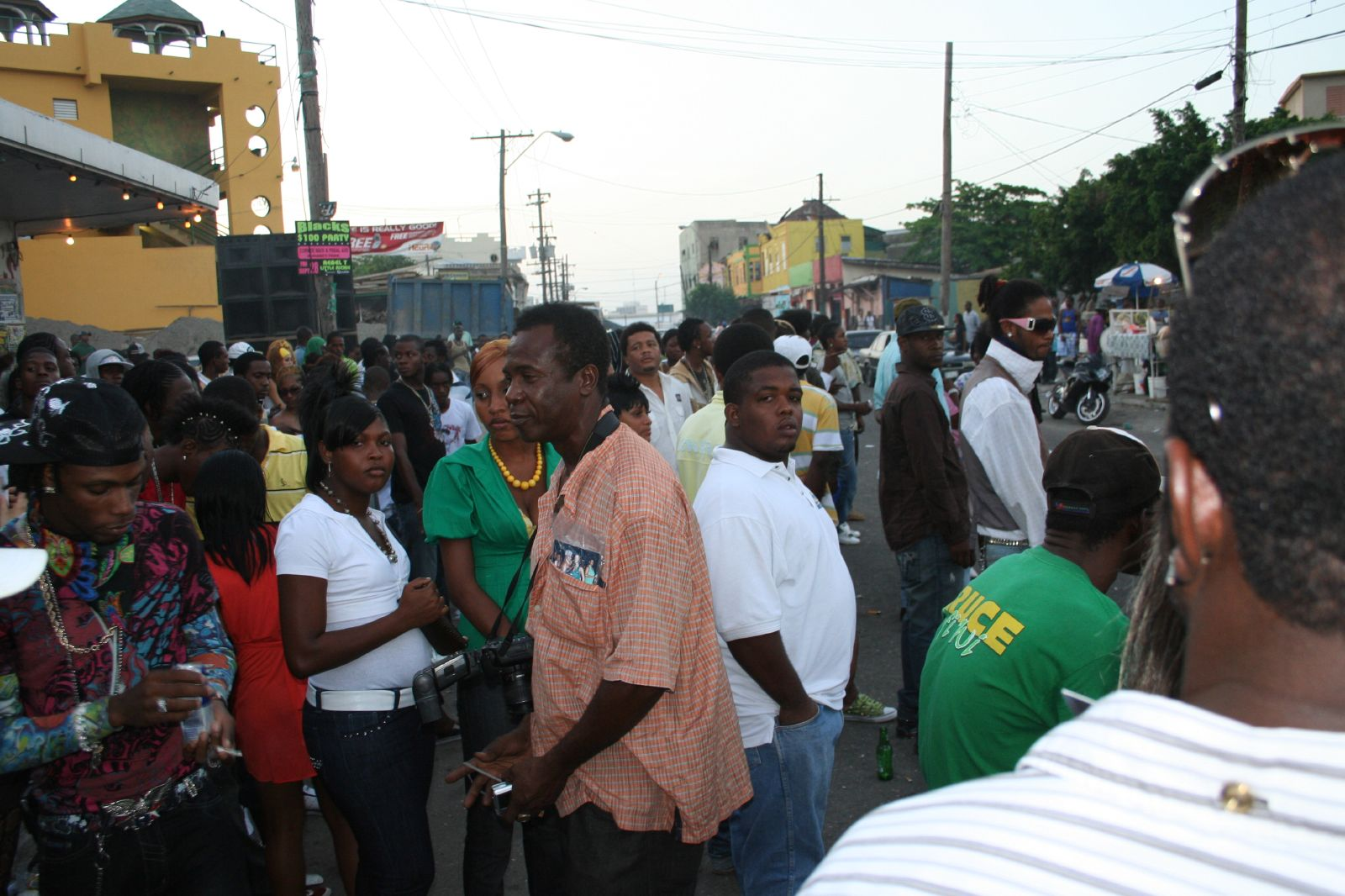
Gatubild från huvudstaden Kingston.

Jamaica (eng. uttal /dʒə'meɪkə/, sv. uttal /ja'majka/) är en önation ingående i Stora Antillerna i Karibiska havet, 234 km lång och som mest 80 km i nord–sydlig riktning. Ön ligger cirka 145 km söder om Kuba och 190 km väster om Hispaniola. Huvudstaden är Kingston. Landet har engelska som största språk, en rest av brittisk kontroll sedan 1600-talet, efter en längre tid med spanjorer och sjörövare som omväxlande kontrollerade ön. Jamaica är sedan 1962 en självständig nation, men som ett samväldesrike erkänner man Charles III som sin kung.
Bauxit, kaffe och turism är tre av de viktigaste exportkällorna för Jamaica. Kulturellt är landet känt för Rastafarirörelsen, reggae och en mängd framgångsrika friidrottare.

## Historia

### Fram till 1600-talet
Jamaica har nu till övervägande delen en afro-amerikansk befolkning, ättlingar till de människor som britter och spanjorer förslavade, men före Christofer Columbus ankomst 1494 beboddes ön liksom de större grannöarna av det arawaktalande taínofolket, som invandrat från Sydamerika mellan 4000 och 1000 f.Kr. Denna ursprungsbefolkning kallade ön Xaymaca, vilket betyder "Landet av skog och vatten" eller "Landet av vattendrag". Ursprungsbefolkningen nästintill utrotades, dels genom våld, dels genom sjukdomar såsom smittkoppor, som européerna drog med sig. Man saknade immunitet för sjukdomen då man tidigare ej hade blivit exponerad för den. Arkeologiska fynd visar att delar av taínofolkets  kultur överlevt.
Spanjorerna kontrollerade aldrig hela ön på grund av ständiga attacker från britter och pirater i en ohelig allians. Jamaica, då kallat "Santiago", var en spansk besittning formellt fram till 1655 då det sista spanska fortet erövrades av engelsmännen.

### Engelsk koloni (1655–1962)

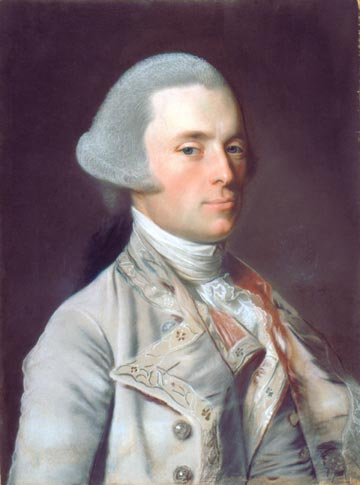
Sir John Wentworth.

Den engelska amiralen William Penn (far till William Penn som den amerikanska delstaten Pennsylvania är uppkallad efter) och general Robert Venables drev bort de sista spanjorerna från Jamaica år 1655. Under sina första 200 år av brittiskt styre blev Jamaica en av världens ledande sockerexporterande slavberoende kolonier, och producerade mer än 77000 ton socker per år mellan 1820 och 1824. Efter avskaffandet av slavhandeln (men inte slaveriet i sig)  år 1807, började britterna importera indisk och kinesisk arbetskraft. Ättlingarna till dessa asiater utgör fortfarande en del av det jamaicanska folket.
I början av 1900-talet propagerade Marcus Garvey för den afrikanskt färgade politiska rörelsen rastafarianism.

### Självständig nation (1962–)
Jamaica fick full självständighet den 6 augusti 1962, dock utan att gå ur Samväldet. Den förste premiärministern blev Alexander Bustamante (Jamaica Labour Party). Under några år av optimism skedde en kraftig inflyttning till städerna, i synnerhet till huvudstaden Kingston där en rad slumstadsdelar växte fram. En vacklande ekonomi under 1970-talet ledde till återkommande våldsamheter och en kraftig minskning av turismen. Vid valen 1980 förlorade socialdemokraterna, och efterföljande regeringar har varit mer inriktade på marknadsekonomi. Under 1990-talet förekom politiskt våld vid valen.

## Geografi

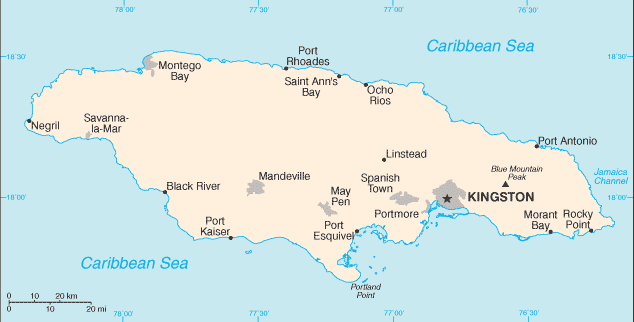
Jamaica och dess städer.

Det bergsrika Jamaica är den tredje största av de västindiska öarna, och ligger 145 kilometer söder om Kuba. 

### Topografi och hydrografi
På nord- och västkusten ligger många av de tropiska stränder som har gjort landet världsberömt, men geografin är mycket mer komplex än de vita badstränderna låter ana. Hotade ekosystem i de skogrika bergsområdena växlar med underjordiska grottor och flodsystem i ett virrvarr av exotiska växter. 

### Klimat
Klimatet är tropiskt, det vill säga varmt och fuktigt. Det bergiga inlandet har dock ett svalt och torrt klimat. Mellan juli och november förekommer ibland orkaner.

### Miljöproblem
Några av Jamaicas största miljöproblem är en kraftig skogsavverkning, förorenat kustvatten, skador på korallreven och luft och sulfatföroreningar i Kingston. Djurvärlden har lidit hårt under befolkningsexplosionen och turistinvasionen. Idag finns nästan bara importerade däggdjur kvar, medan kräldjuren har mycket bättre levnadsomständigheter.

## Styre och politik

### Författning och styre
Jamaica är sedan självständigheten från Storbritannien 1962 en konstitutionell monarki: närmare bestämt ett samväldesrike, som erkänner den brittiska monarken som sin egen statschef. Den jamaicanske monarken representeras i Jamaica av en generalguvernör. Generalguvernören utses av monarken på förslag av Jamaicas premiärminister och generalguvernörens funktion är att i praktiken fungera som landets statschef med i huvudsak representativa och formella plikter som att ge lagar kunglig sanktion och hålla ett årligt trontal. 
Jamaicas parlament, som bygger på Westminstermodellen, har två kammare: representanthuset och senaten. Jamaica har majoritetsval med enmansvalkretsar. 

### Administrativ indelning
Jamaica är indelat i 14 parish: Clarendon, Hanover, Kingston, Manchester, Portland, Saint Andrew, Saint Ann, Saint Catherine, Saint Elizabeth, Saint James, Saint Mary, Saint Thomas, Trelawny och Westmoreland.

### Politik
Jamaicas politik domineras av två stora partier som står emot varandra: Jamaicas arbetarparti (Jamaica Labour Party, JLP, som trots namnet är ett högerparti) och socialdemokratiska People's National Party, PNP, som leds av landets första kvinnliga premiärminister, Portia Simpson-Miller.
I valet i slutet på februari 2016 vann något överraskande JLP en seger med minsta möjliga marginal då det fick 32 platser mot det tidigare regeringspartiet PNP:s 31 mandat. Andrew Holness kunde därmed återkomma som premiärminister, en post han hade en kortare tid under slutet av 2011. En starkt bidragande orsak till att JLP vann valet anses vara att man presenterade ett ekonomiskt tiopunktsprogram, vars viktigaste punkt var ett löfte om en skattereform som skulle ge medelklassen en ordentlig skattelättnad. En sådan åtgärd måste balanseras med kravet att fortsatt hantera Jamaicas skuldbörda som är så hög som cirka 130 procent av BNP och att stimulera ekonomin, som uppvisat en svag tillväxt de senaste åren.

## Ekonomi och infrastruktur
Jamaica har länge legat på plats 110-120 om man ser till bruttonationalprodukt per invånare, och medelinkomsterna är avsevärt lägre än i det övriga jämförelsevis välmående Karibien. Haiti är den enda självständiga önationen i Västindien med lägre BNP (PPP)/capita än Jamaica enligt både Internationella valutafonden 2006 och CIA:s årsfaktabok 2011. Kuba uppskattas ligga snäppet ovanför Jamaica enligt samma källor, och i karibiska ö-nationer som Bahamas, Barbados och Trinidad och Tobago är BNP/capita tre till fyra gånger större än i Jamaica. Jamaica faller också i världsrankingen och närmar sig jordens allra fattigaste stater.

### Näringsliv
Landet har tidigare varit en stor exportör av råvaror som kaffe och bauxit (bauxit noterades 1998 som 10 procent av landets exportinkomster), men denna export har minskat i betydelse. Tjänstesektorn har istället vuxit i vikt och står numera[när?] för cirka 60 procent av BNP, varav turism står för cirka 20 procent. Ungefär lika mycket erhålls från penningöverföringar från den stora jamaicanska diasporan.
Jamaicas ekonomi är i hög grad beroende av turism. Ekonomin stagnerade från 1995 till 1999, men återhämtade sig en aning under början av 2000-talet. Åren 2005–2010 har Jamaicas ekonomi åter tappat mark. Landet har några svåra ekonomiska problem, bland annat högt ränteläge, hög inflation, vacklande valutakurs, en växande statsskuld och stora inkomstskillnader och klassklyftor. Den svarta, olagliga ekonomin anses vara betydande. En viktig men illegal inkomstkälla är cannabisexport och Jamaica är dessutom en länk i de Sydamerikanska drogkartellernas distributionsnätverk.

#### Energi och råvaror
Nästan all energi framställs av fossila bränslen, såsom råolja och kol. Tre av de mest utnyttjade naturtillgångarna på Jamaica är bauxit, gips och kalksten.

### Infrastruktur

#### Utbildning
Jamaicas skolsystemet är uppdelat på fyra nivåer:
- Förskola (Early Childhood) för åldrarna tre till sju år.
- Grundskolans tidigare år (primary), för åldrarna sju till tolv år. Privatskolor kallas Preparatory Schools eller bara Prep.
- Grundskolans senare år (secondary), för åldrarna tolv till arton år.
- College och universitet (tertiary), för högre studier.

All utbildning ovanför nivån primary är avgiftsbelagd.
12 procent av befolkningen var analfabeter 2003.

## Befolkning

### Språk
Engelska är det officiella språket, men de flesta invånare använder språkvarianter som sträcker sig mellan standardengelska och ett engelskbaserat kreolspråk. Kreol uppstod under 1600- och 1700-talen bland slavarna och blev då ett gemensamt språk för majoriteten av befolkningen. Vilken språkform en individ använder beror på en komplex kombination av sociala, geografiska och situationsspecifika faktorer.

### Religion

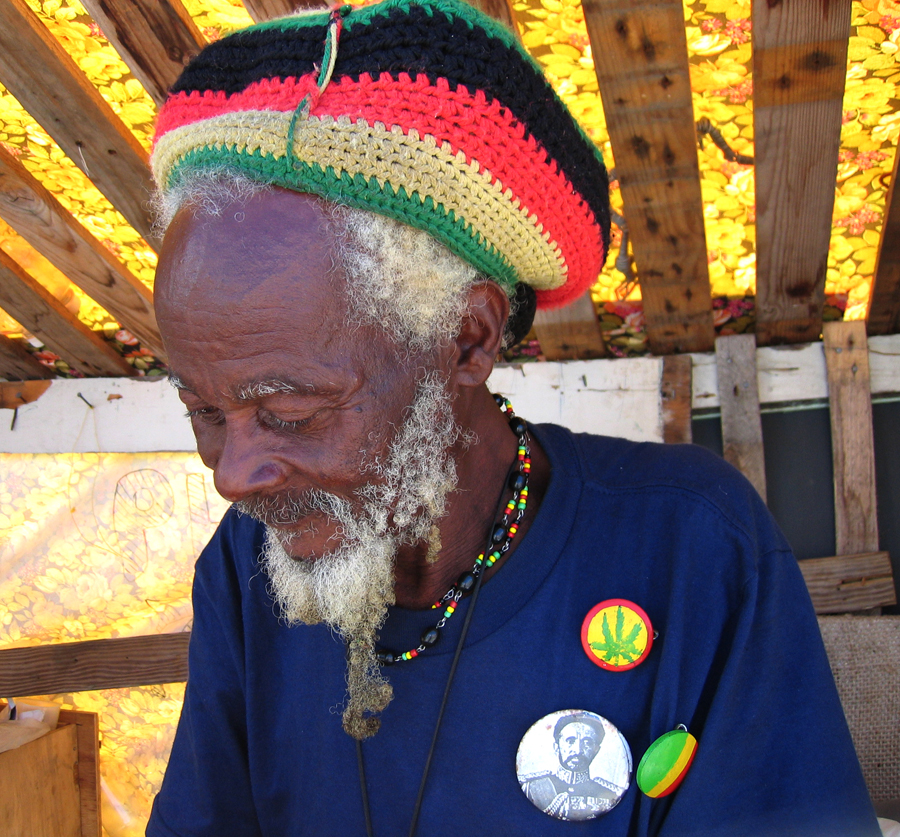
Många rasta man eller rastafarianer ser den f.d. etiopiske kejsaren Haile Selassie som en manifestation av Jah (Från hebreiska Jahve, Gud).

Mer än 80 procent av Jamaicas befolkning identifierar sig som kristna. Ön blev "upptäckt" av Columbus år 1494, men den spanska kolonisationen inleddes först 1509, vilket även markerade den katolska kyrkans etablering. Under 2020-talet utgjorde katoliker endast en liten del av befolkningen, medan olika protestantiska samfund dominerar. Protestantismen infördes av engelsmännen som tog kontroll över ön år 1655. Bland protestantiska grupper är pingströrelsen störst, följd av sjundedagsadventister, metodister och baptister. Andra religioner med färre anhängare inkluderar hinduism, judendom, buddhism, islam och bahaí.
Ungefär 20 procent av befolkningen är medlemmar i flera samfund, och lika många uppger att de saknar religion. Cirka 10 procent identifieras som spiritister, vilket inkluderar de som utövar Jamaicas folkreligion kumina. Kumina, som utvecklades under slavtiden, är en blandning av västafrikanska religiösa traditioner och kristendom. Den har likheter med voodoo i Haiti och santería på Kuba. Vid kuminaceremonier anses andar och gudar kommunicera med deltagarna genom medier, som också kan utföra exorcism och healing. Dessutom finns omkring 30 000 rastafarier i landet, vars religiösa rörelse har starka kulturella och etniska inslag.
Jamaica har ingen statsreligion, och konstitutionen garanterar religionsfrihet. Religiösa organisationer har rätt att driva privata skolor utan särskilda restriktioner, och många av dessa skolor tillhör katolska kyrkan eller olika protestantiska samfund. Det finns även minst en judisk skola och två skolor som drivs av Jamaicas islamska råd.
Även om det inte är obligatoriskt för religiösa organisationer att registrera sig, ger registrering officiellt erkännande och rätt till skattebefrielse. Nationella helgdagar med religiös anknytning inkluderar askonsdagen, långfredagen, annandag påsk och juldagen.

### Övriga befolkningsdata
Den senaste folkräkningen hölls den 4 april 2011 och avsåg den folkbokförda (de jure) befolkningen i Jamaica, som uppgick till 2 697 983 invånare (varav 1 334 533 män och 1 363 450 kvinnor). Siffrorna justerades i efterhand på grund av undertäckning av den räknade befolkningen.

## Kultur

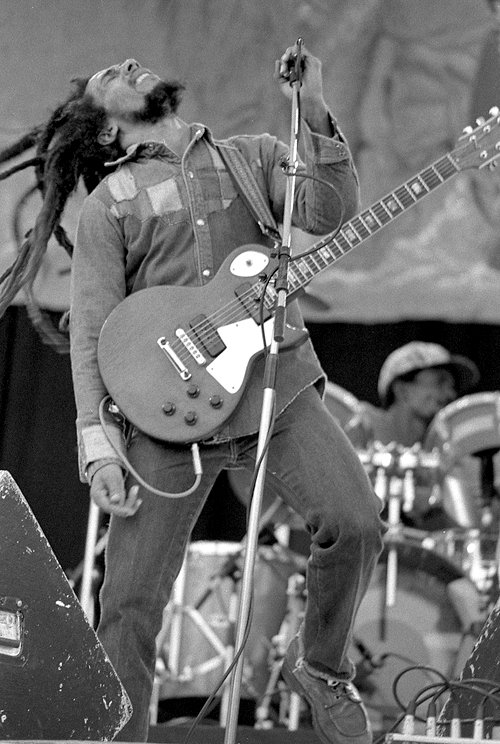
Reggae-ikonen Bob Marley under 1970-talet.

Jamaica har ett rikt musikliv med världskända artister som Bob Marley, Sizzla Kalonji,  Marley-bröderna (Bob Marleys söner), Desmond Dekker, Capleton, Inner Circle, Elephant Man, Pablo Gad, Peter Tosh, Bunny Wailer, Yellow Man, Eek-a-Mouse, Black Uhuru, Sean Paul, Brick and Lace.
Religionen eller frihetsrörelsen Rastafari, har sina rötter på Jamaica. Bob Marley är en stor ikon inom Rastafari. Rastakulturen har spridit sig till alla delar av världen, mycket genom musikstilen Reggae. Rasta är idag en subkultur i de flesta länderna i Europa. Denna kultur från Jamaica är ibland kritiserad i Sverige. Som argument används bl.a. cannabisbruket vilket är en viktig del av Rastafarikulturen. Rastakulturen är en subkultur som vill leva i fred och stoppa rasism och orättvisor.

### Traditioner

#### Matkultur
På Jamaica äter man mycket fisk, bönor, ris, kyckling och även mycket vegetarisk kost förekommer. Red Stripe är en världskänd jamaicansk ölsort. Det dricks även mycket rom på Jamaica. Appelton är ett populärt val.

### Sport

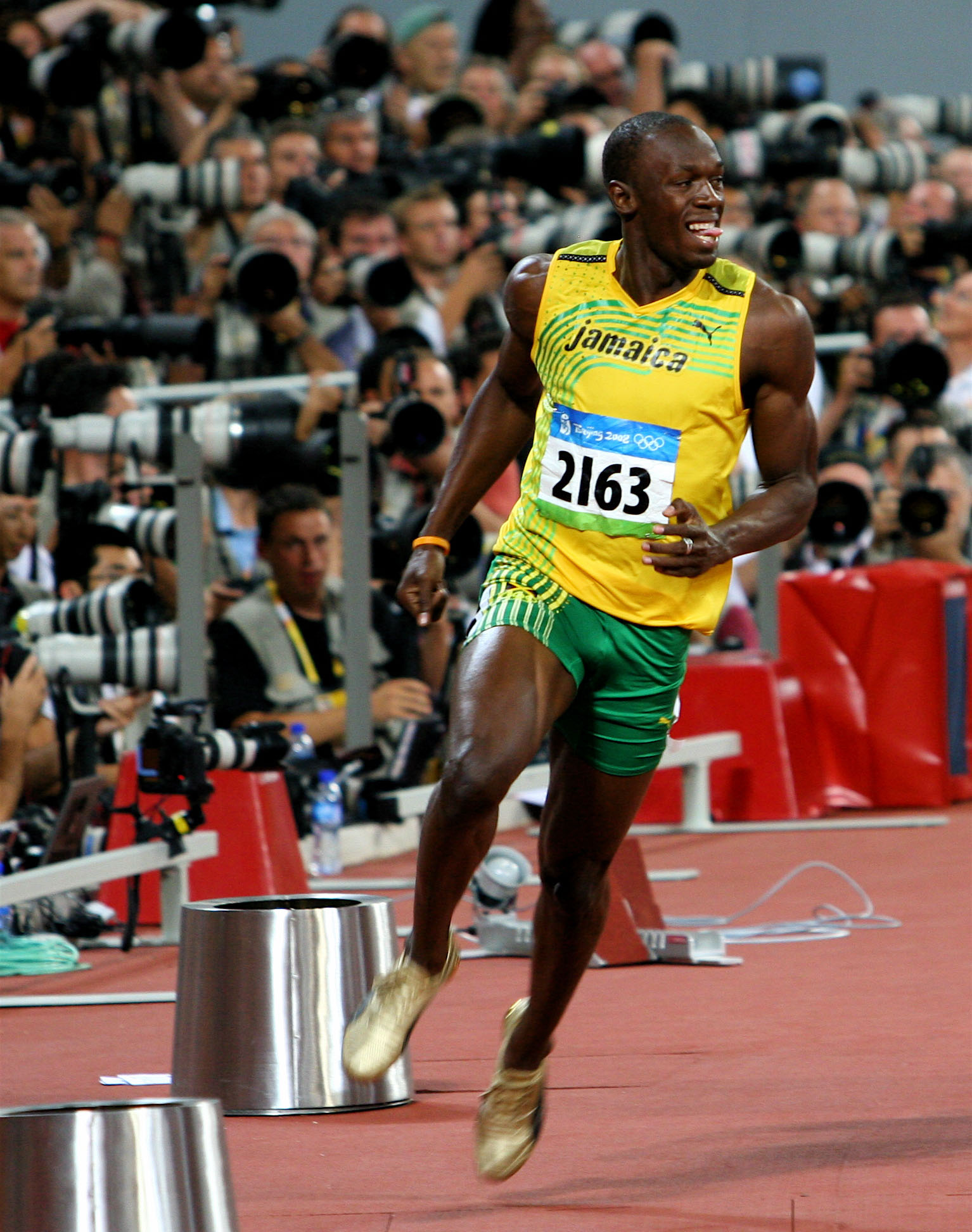
Usain Bolt, är en av Jamaicas mest kända friidrottare.

Cricket, fotboll, friidrott och hästkapplöpning är populära sporter i landet. Jamaicas herrlandslag i fotboll kvalificerade sig för VM i fotboll 1998. Jamaicanska friidrottare har representerat Jamaica på Olympiska spelen, VM och andra stora friidrottstävlingar under åren och fått många medaljer. Usain Bolt är världsrekordhållare på 100 meter med tiden 9,58 sekunder, 200 meter med tiden 19,19 sekunder och han är även rekordhållare tillsammans med Nesta Carter, Yohan Blake och Michael Frater på 4x100 meter med tiden 36,84 sekunder. Han är dessutom den enda som har vunnit både 100, 200 meter och den korta stafetten 4x100 M i två olympiska spel i rad, Peking 2008 och London 2012. Jamaica har även stora idrottare i Delloreen Ennis-London, Veronica Campbell-Brown, Brigitte Foster-Hylton, och tidigare världsrekorhållaren på 100 meter för män Asafa Powell.

## Internationella rankningar
| Organisation                                | Undersökning                   | Rankning  |
| ------------------------------------------- | ------------------------------ | --------- |
| Heritage Foundation/The Wall Street Journal | Index of Economic Freedom 2019 | 39 av 180 |
| Reportrar utan gränser                      | Pressfrihetsindex 2019         | 8 av 180  |
| Transparency International                  | Korruptionsindex 2018          | 70 av 180 |
| FN:s utvecklingsprogram                     | Human Development Index 2018   | 96 av 189 |